# Dinko Jukić
Dinko Jukić (Dubrovnik, Kroatië, 9 januari 1989) is een in Kroatië geboren Oostenrijkse zwemmer. Hij vertegenwoordigde Oostenrijk op de Olympische Zomerspelen 2008 in Peking en op de Olympische Zomerspelen 2012 in Londen. Hij is de jongere broer van Mirna Jukić, eveneens een zwemster.

## Carrière
Bij zijn internationale debuut, op de Europese kampioenschappen zwemmen 2006 in Boedapest, werd Jukić uitgeschakeld in de halve finales van de 200 meter wisselslag en in de series van de 100 meter rugslag, de 100 en 200 meter vlinderslag en de 400 meter wisselslag. Op de Europese kampioenschappen kortebaanzwemmen 2006 in Helsinki strandde de Oostenrijker in de series van de 200 meter vrije slag, 200 meter vlinderslag en de 200 en 400 meter wisselslag. 
Tijdens de wereldkampioenschappen zwemmen 2007 in Melbourne werd Jukić uitgeschakeld in de series van de 50 en 200 meter vlinderslag en de 200 en 400 meter wisselslag. Op de Europese kampioenschappen kortebaanzwemmen 2007 in Debrecen eindigde de Oostenrijker als vijfde op de 200 meter vlinderslag en strandde hij in de series van de 200 meter vrije slag en de 200 en 400 meter wisselslag.
Op de Europese kampioenschappen zwemmen 2008 in Eindhoven veroverde Jukić de zilveren medaille op de 200 meter wisselslag en de bronzen medaille, na diskwalificatie van de Griek Ioannis Drymonakos, op de 400 meter wisselslag, op de 200 meter vlinderslag strandde hij in de series. Samen met Dominik Koll, Markus Rogan en David Brandl sleepte hij de bronzen medaille in de wacht op de 4x200 meter vrije slag. Enkele weken later nam de Oostenrijker deel aan de wereldkampioenschappen kortebaanzwemmen 2008 in Manchester, op dit toernooi legde hij beslag op de bronzen medaille op de 400 meter wisselslag en eindigde hij als vijfde op de 200 meter wisselslag. Op de 200 meter vlinderslag werd hij uitgeschakeld in de series. Tijdens de Olympische Zomerspelen van 2008 in Peking, China strandde Jukić in de halve finales van de 200 meter vlinderslag en de 200 meter vlinderslag en in de series van de 400 meter wisselslag. Op de Europese kampioenschappen kortebaanzwemmen 2008 in Rijeka veroverde hij de Europese titel op de 400 meter wisselslag en de zilveren medaille op de 200 meter vlinderslag, op de 50 meter vlinderslag en de 200 meter wisselslag werd hij uitgeschakeld in de series.

### 2009-2012
In Rome nam Jukić deel aan de wereldkampioenschappen zwemmen 2009. Op dit toernooi eindigde hij als zesde op de 200 meter vlinderslag, op alle andere afstand waarop hij van start ging strandde hij in de series. Tijdens de Europese kampioenschappen kortebaanzwemmen 2009 in Istanboel sleepte de Oostenrijker de bronzen medaille in de wacht op de 200 meter vlinderslag, op de 200 meter wisselslag eindigde hij op de vierde plaats.
Op de Europese kampioenschappen zwemmen 2010 in Boedapest eindigde Jukić als vierde op de 200 meter vlinderslag, op de 200 meter wisselslag werd hij uitgeschakeld in de halve finales en op de 400 meter wisselslag strandde hij in de series. In Eindhoven nam de Oostenrijker deel aan de Europese kampioenschappen kortebaanzwemmen 2010. Op dit toernooi veroverde hij de Europese titel op de 200 meter vlinderslag, op de 200 meter wisselslag legde hij beslag op het brons. Op de 200 meter vrije slag en de 400 meter wisselslag werd hij uitgeschakeld in de series. Tijdens de wereldkampioenschappen kortebaanzwemmen 2010 eindigde Jukić als zevende op de 200 meter wisselslag, op zowel de 100 als de 200 meter vlinderslag strandde hij in de series.
Op de wereldkampioenschappen zwemmen 2011 in Shanghai eindigde de Oostenrijker als zevende op de 200 meter vlinderslag, op de 400 meter wisselslag werd hij uitgeschakeld in de series. Op de 4x200 meter vrije slag strandde hij samen met David Brandl, Christian Scherübl en Markus Rogan in de series. In Szczecin nam Jukić deel aan de Europese kampioenschappen kortebaanzwemmen 2011. Op dit toernooi als zesde op de zowel de 200 als de 400 meter wisselslag en als zevende op de 200 meter vlinderslag, daarnaast werd hij uitgeschakeld in de series van de 200 meter vrije slag.
Tijdens de Europese kampioenschappen zwemmen 2012 in Debrecen eindigde de Oostenrijker als vierde op de 200 meter vlinderslag, daarnaast strandde hij in de halve finales van de 100 meter vlinderslag en in de series van de 400 meter wisselslag. Samen met David Brandl, Markus Rogan en Christian Scherübl eindigde hij als vijfde op de 4x200 meter vrije slag, op de 4x100 meter wisselslag werd hij samen met Markus Rogan, Hunor Mate en Martin Spitzer uitgeschakeld in de series. Op de Olympische Zomerspelen van 2012 in Londen eindigde Jukić als vierde op de 200 meter vlinderslag, op de 100 meter vlinderslag strandde hij in de halve finales.

## Internationale toernooien
| Jaar | Olympische Spelen                                            | WK langebaan                                                                     | WK kortebaan                                                 | EK langebaan | EK kortebaan                                                                     |
| ---- | ------------------------------------------------------------ | -------------------------------------------------------------------------------- | ------------------------------------------------------------ | --- | -------------------------------------------------------------------------------- |
| 2006 |                                                              |                                                                                  | geen deelname                                                | 38e 100m rugslag 35e 100m vlinderslag 24e 200m vlinderslag 15e 200m wisselslag 21e 400m wisselslag                            | 42e 200m vrije slag 17e 200m vlinderslag 10e 200m wisselslag 14e 400m wisselslag |
| 2007 |                                                              | 54e 50m vlinderslag 22e 200m vlinderslag 20e 200m wisselslag 19e 400m wisselslag |                                                              | | 19e 200m vrije slag 5e 200m vlinderslag 9e 200m wisselslag 10e 400m wisselslag   |
| 2008 | 10e 200m vlinderslag 16e 200m wisselslag 15e 400m wisselslag |                                                                                  | 12e 200m vlinderslag · 5e 200m wisselslag · 400m wisselslag  | 29e 200m vlinderslag · 200m wisselslag · 400m wisselslag · 4x200m vrije slag                                                  | 16e 50m vlinderslag · 200m vlinderslag · 10e 200m wisselslag · 400m wisselslag   |
| 2009 |                                                              | 46e 50m vlinderslag 6e 200m vlinderslag 41e 200m wisselslag 20e 400m wisselslag  |                                                              | | 200m vlinderslag · 4e 200m wisselslag                                            |
| 2010 |                                                              |                                                                                  | 29e 100m vlinderslag 13e 200m vlinderslag 7e 200m wisselslag | 4e 200m vlinderslag 10e 200m wisselslag 18e 400m wisselslag                                                                   | 10e 200m vrije slag · 200m vlinderslag · 200m wisselslag · 17e 400m wisselslag   |
| 2011 |                                                              | 7e 200m vlinderslag 12e 400m wisselslag 9e 4x200m vrije slag                     |                                                              | | 13e 200m vrije slag 7e 200m vlinderslag 6e 200m wisselslag 6e 400m wisselslag    |
| 2012 | 9e 100m vlinderslag 4e 200m vlinderslag                      |                                                                                  | geen deelname                                                | 11e 100m vlinderslag 4e 200m vlinderslag serie 200m wisselslag 15e 400m wisselslag 5e 4x200m vrije slag 13e 4x100m wisselslag | geen deelname                                                                    |

## Persoonlijke records
Bijgewerkt tot en met 2 augustus 2012
Kortebaan
| Afstand          | Tijd    | Datum            | Plaats    |
| ---------------- | ------- | ---------------- | --------- |
| 100m vlinderslag | 50,65   | 20 december 2008 | Wenen     |
| 200m vlinderslag | 1.50,32 | 12 december 2009 | Istanboel |
| 200m wisselslag  | 1.53,81 | 10 december 2009 | Istanboel |
| 400m wisselslag  | 4.03,01 | 12 december 2008 | Rijeka    |

Langebaan
| Afstand          | Tijd    | Datum           | Plaats       |
| ---------------- | ------- | --------------- | ------------ |
| 100m vlinderslag | 51,99   | 2 augustus 2012 | Londen       |
| 200m vlinderslag | 1.54,35 | 31 juli 2012    | Londen       |
| 200m wisselslag  | 1.59,18 | 9 augustus 2009 | Sankt Pölten |
| 400m wisselslag  | 4.15,48 | 9 augustus 2008 | Peking       |